# دومینیک گراف
دومینیک گراف (انگلیسی: Dominik Graf؛ زادهٔ ۶ سپتامبر ۱۹۵۲) کارگردان فیلم اهل آلمان است.
وی در سال ۱۹۹۸ برنده جایزه فیلم آلمان بهترین کارگردانی و برنده چندین جایزه گریمه شده‌است.